# Линофриновые
Линофриновые (лат. Linophrynidae) — семейство лучепёрых рыб из подотряда цератиевидных отряда удильщикообразных (Lophiiformes). Представители семейства распространены в Атлантическом и Индийском океанах, а также встречаются в восточной части Тихого океана, в частности в Панамском заливе.

## Этимология
Название «линофрины» происходит от греческого слова, означающего «жаба».

## Описание
У многих линофриновых морщинистая кожа. Чешуек нет. Линофрины имеют вырост на подбородке, часто разветвлённый. Иллиций большинства рыб короткий.

## Классификация
В составе семейства выделяют пять родов с 27 видами:
- Acentrophryne — 2 вида
- Borophryne — Борофрины — монотипический
- Haplophryne — Гаплофрины — монотипический
- Linophryne — Линофрины — 22 вида
- Photocorynus — Фотокорины — монотипический